# Tours-en-Vimeu
Tours-en-Vimeu é uma comuna francesa na região administrativa de Altos da França, no departamento de Somme. Estende-se por uma área de 13,39 km². Em 2010 a comuna tinha 825 habitantes (densidade: 61,6 hab./km²).